# Complex sinaptinemal

Complex Sinaptinemal

El complex sinaptinemal és una estructura proteica formada entre dos cromosomes homòlegs (dos parells de cromàtides germanes) durant la meiosi. Aquest complex proteic s'encarrega de dur a terme la recombinació genètica (crossover) durant la primera divisió meiòtica o meiosi I. Està format per dos elements laterals, un central i filaments transversos que es van tancant com una cremallera i que garanteix el perfecte aparellament entre cromosomes homòlegs durant la fase de zigotè, mantenint-se durant tota la fase del paquitè i posteriorment desencadellés durant el diplotè de la primera divisió meiòtica.
En humans s'han caracteritzat tres proteïnes específiques del complex sinaptinemal: Sinaptonemal Complex 1 (SYCE1), Sinaptonemal Complex 2 (SYCE2) i Sinaptonemal Complex 3 (SYCE3). Els elements laterals, formats principalment per SYCP2 i SYCP3, s'encarreguen d'unir-se amb la cromatina (les cromàtides germanes), i els filaments transversos, formats per SYCE1, que uneixen els elements laterals i estan ancorats a l'element central, format principalment per SYCE3.
Les estructures anomenades nòduls de recombinació es formen sobre el complex sinaptinemal dels bivalents. Aquests nòduls de recombinació faciliten l'intercanvi genètic entre les cromàtides no-germanes del complex sinaptinemal en un esdeveniment conegut com a encreuament o recombinació genètica. Es poden produir múltiples esdeveniments de recombinació a cada bivalent. En humans, es produeixen una mitjana de 2-3 esdeveniments en cada cromosoma.